# Walahfrid von der Reichenau
Walahfrid von der Reichenau (más néven Walahfried Strabo, Walahfried von der Reichenau), ragadványneve: Strabo (lat. „kancsal”) (Svábföld 808/809 –  849. augusztus 18.) benedekrendi szerzetes, költő és diplomata.

## Élete
Walahfrid Reichenau kolostorának szerzetese volt, mielőtt tanulni küldték Fuldába, a kora középkor európai elitiskolájába. Jámbor Lajos egyik fiának, Kopasz Károlynak nevelője volt. Fő műve a Visio Wettini.
Nem sokkal azután, hogy 849-ben élénk politikai ellenállás ellenére átvehette eredeti kolostorának, Reichenaunak apáti tisztét, belefulladt az áradó Loire-ba.

## Munkái
- De cultura hortorum (Über den Gartenbau; Latin/német kiadás: Reclam, Stuttgart 2002, ISBN 3-15-018199-2)
  - Kézírással:
  - Codex Vaticanus Reginensis Latinus 469 (C)
  - Codex municipii Lipsiensis Rep. I n. 53 (L)
  - Codex Vaticanus Palatinus Latinus 1519 (K)
  - Codex Monacensis Latinus 666 (M)
  - Korai nyomtatványok:
  - Strabi Galli, poeta et theologie doctissimi, ad Grimaldum Coenobii S. Galli abbatem Hortulus, Wien 1510 (innen ered a De cultura hortorum gyakran használatos Hortulus megnevezése); Reprint München 1926; Reprint Reichenau 1974
  - Strabi Fuldensis monachi, poetae suavissimi, quondam Rabani Mauri auditoris, Hortulus, nuper apud Helvetios in S. Galli monasterio repertus, qui carminis elegantia tam est delectabilis quam doctrinae cognoscendarum quarundam herbarum varietate utilis, Nütnberg 1512.
  - Basel 1527 és Freiburg 1530 utószava Odo von Meung De herbarum virtutibus-ához
- Visio Wettini (Die Visionen Wettis; Bevezetés. Latin-német kiadás Hermann Knittel magyarázataival: Mattes, Heidelberg 2004, 2. bővített kiadás, ISBN 3-930978-68-7)
- Vita (III) S. Galli. (Kiadó: MGH Scriptores rer. Merov. 4)
- Vita sancti Otmari. (A 830-ban Gozbert által írott eredeti átdolgozása 834-838 között)
- Libellus de exordiis et incrementis quarundam in observationibus ecclesiasticis rerum.Latin/angol kiadás, AlicHarting-Correa. Brill, Leiden és mások jegyzeteivel. 1996, ISBN 90-04-09669-8)
- Metrum Saphicum (Lob der Reichenau; latin/német/allemán kiadás. Bruno Epple. Gessler, Friedrichshafen 2001, ISBN 3-86136-051-9
- Zwei Legenden. Mammes der christliche Orpheus; Blathmac der Märtyrer von Ioan. Thorbecke, Sigmaringen 1997, ISBN 3-7995-0441-9

## Külső hivatkozások
- Katalog der Deutschen Nationalbibliothek[halott link]
- A Hortulus (Walahfrid Strabo) szövege (latin) Archiválva 2007. augusztus 9-i dátummal a Wayback Machine-ben
- Der "Hortulus" des Walahfrid Strabo Walahfrid Strabo, De cultura hortorum, 827, németre fordította: W. Näf und M. Gabathuler in H.-D. Stoffler 2000
- Catholic Encyclopedia